# Andrij Kupcow
Andrij Serhijowycz Kupcow, ukr. Андрій Сергійович Купцов, ros. Андрей Сергеевич Купцов, Andriej Siergiejewicz Kupcow (ur. 23 stycznia 1971 w Krzywym Rogu) – ukraiński piłkarz grający na pozycji obrońcy, a wcześniej pomocnika, trener piłkarski.

## Kariera piłkarska

### Kariera klubowa
Jego ojciec Serhij Kupcow oraz brat Ołeksij Kupcow również znani piłkarze. Wychowanek klubu Krywbasa Krzywy Róg, w którym rozpoczął karierę piłkarską. W 1989 przeszedł do Szachtara Donieck, w którym występował do końca 1994. W 1995 razem z trenerem Wałerijem Jaremczenkiem przeniósł się do rosyjskiego Kołosa Krasnodar, po czym latem powrócił do Krywbasa. Potem bronił barw Kreminia Krzemieńczuk i Karpat Lwów, aby w 1998 ponownie powrócić do Krywbasa. Następnie występował w klubach Torpedo Zaporoże i Metałurh Donieck, w którym w kwietniu 2001 zakończył karierę piłkarską.

## Kariera trenerska
Po zakończeniu kariery piłkarskiej rozpoczął pracę trenerską. Najpierw pomagał trenować Krywbas Krzywy Róg. W listopadzie-grudniu 2004 pełnił obowiązki głównego trenera pierwszej drużyny. W sezonie 2006/2007 prowadził młodzieżową drużynę Krywbasa. Potem pracował na stanowisku asystenta głównego trenera w azerskim klubie İnter Baku. Od 9 kwietnia 2012 pełnił funkcję głównego trenera w FK Ołeksandrija. 13 maja 2013 roku podał się do dymisji.

## Sukcesy i odznaczenia

### Sukcesy klubowe
- wicemistrz Ukrainy: 1994

### Sukcesy trenerskie
- mistrz Azerbejdżanu: 2008
- wicemistrz Azerbejdżanu: 2009
- finalista Pucharu Azerbejdżanu: 2008, 2009